# Senostoma notatum
Senostoma notatum là một loài ruồi trong họ Tachinidae.